# Румия (гора)
Румия (серб. Румија; алб. Rumi) — гора, яка знаходяться в південній частині Чорногорії між Адріатичним морем та Скадарським озером. Найвищою точкою гори є пік Румия, який має висоту 1 594 метри над рівнем моря. Румия знаходиться біля міста Бар та є частиною Динарського природного бар’єру, який розділяє Адріатичне море та Скадарський водний басейн. Гірська вершина є найпівденнішою та найбільш відомою в Чорногорії.
Румия має велике релігійне значення. Кожен рік, на Свято П’ятидесятниці, що відбувається в серпні, з маленького селища Велє Микуличі на вершину Румиї виносять хрест Йована Володимира. Традиційно, до православних християн регіону приєднуються і католики з мусульмани. Проща символізує співдружність між релігіями та етнічними групами регіону та відбувається навіть під час важких історичних подій.

## Церковна суперечка
18 червня 2005 року на вершину Румиї було покладено гвинтокрилом маленьку, заготовлену раніше, металеву церковну споруду. Здійснила цю роботу 172-га повітряна бригада Збройних сил Сербії та Чорногорії на запит Чорногорської митрополії Сербської православної церкви. Металева споруда відома тепер як Церква Святої Трійці. Це був символічний акт, який мав показати верховенство Сербської православної церкви в регіоні та ще раз затвердити сербську монополію на Чорногорію. Ця подія також показала тісні зв’язки між Сербською православною церквою та сербською армією. Сербська православна церква водночас вказує на те, що на цьому місці до 1571 року існувала вже православна церква, яка була зруйнована османами. Митрополит Амфілохій заявив Мило Джукановичу, що будь-яке перенесення споруди буде розтлумачене як акт вандалізму. Патріарх Павло попросив Светозара Маровича «не руйнувати церкву, як це зробили турки в 1571 році».
Встановлення на горі церкви викликало численні диспути всередині країни і не тільки. Найвагоміше в даній історії те, що будівництво церкви не було погоджено з владою Чорногорії та викликало численні нарікання від людей, які бачать Румию як символ релігійної гармонії. Використання в даній історії гвинтокрила Повітряних сил було сприйнято багатьма людьми Чорногорії як провокація та призвело до оголошення референдуму про незалежність Чорногорії у 2006 році. Етнічні меншини заявили, що гора Румия належить всім релігійним та етнічним групам країни. Чорногорські організації, які виступали за незалежність країни, в тому числі Чорногорська православна церква та численні політичні партії, розцінили подію як загрозу для подальшої суверенності регіону та ознаки декламування Сербською православною церквою верховенства в країні. Дуклянська академія наук та мистецтв видала заяву в якій звинувачувала Амфілохія в присвоєнні священного місця Сербією та розкритикувала церковний акт, назвавши його «вандалізмом» та «клерико-фашизмом».

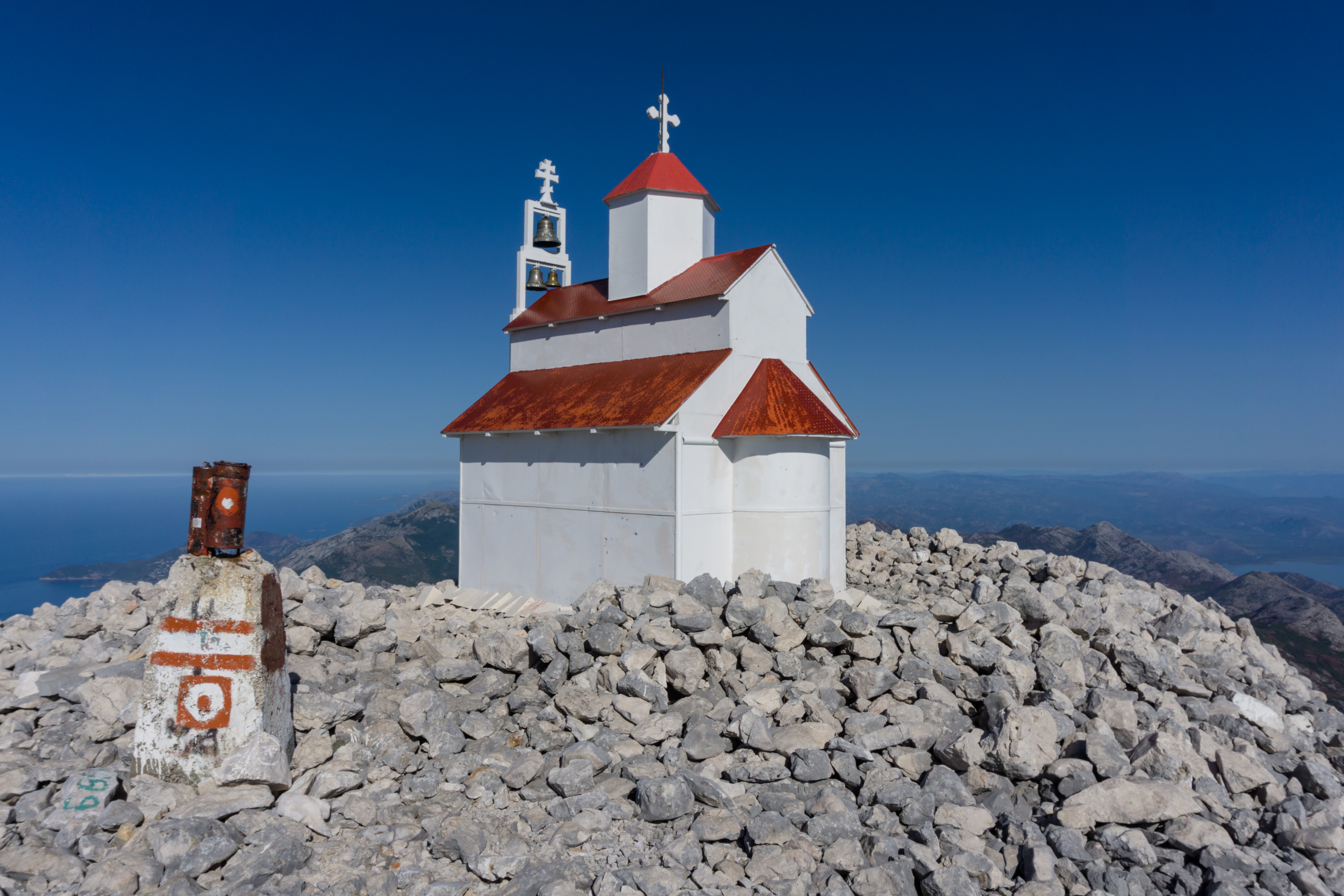
Мала металева православна церква Сербського патріархату на вершині Румиї.

Інцидент був розкритикований публічними особами Чорногорії. Відомий чорногорський романіст Андрей Ніколаїдіс написав, що в цьому місці ніколи не було церкви, а Амфілохій отримав порцію негативу від чорногорських мас-медіа через недоречність встановлення однієї віри на цьому місці, при цьому виключивши всі інші ― зробивши таким чином релігійну дисгармонію. Газета «Vjesti» підтримала позицію чорногорської влади та публічних осіб. Коментарі в газеті були здебільшого про незаконність встановлення релігійної споруди на вершині гори та порушення релігійного балансу регіону.
«Vijesti» також надали слово меншинам регіону, наприклад, публікуючи албанську реакцію на цю подію, яку представляв чорногорський політик Мегмет Бардхі. Бардхі заявив, що даний акт є найбільшою провокацією проти албанців за останні 50 років. Чорногорська православна церква констатувала, що цей інцидент демонструє неналежне використання Сербською православною церквою власної релігії, і що це все було вчинено в політичних цілях. Водночас газета «Dan», яка виступала проти незалежності Чорногорії, публікувала заяви простих людей та представників Сербської православної церкви, які підтримували даний вчинок та виступали проти знесення церкви політичною владою Чорногорії.
В той час у Чорногорії ходили чутки (досі так і не підтверджені) про наміри СПЦ встановити подібні церковні споруди на вершинах інших гір країни. Указ про потребу демонтування церковної будівлі був прийнятий Чорногорським кабінетом міністрів у «Просторовому плануванні» за 2009 рік. Пропозиція щодо усунення церкви викликала різні відгуки у публічному просторі Чорногорії. Опитування в 2011 році показало, що 43 % респондентів проти демонтування церковної споруди і тільки 23 % за демонтаж. Це ж опитування показало, що проти знесення виступають 71 % респондентів, які ідентифікують себе як сербів, 37 % які вказують себе як чорногорців. На даний момент існує розбіжність у поглядах між позицією держави та великою частиною жителів Чорногорії.